# Coronatus
Coronatus ist eine deutsche Symphonic-Metal-Band aus Ludwigsburg.

## Geschichte
Coronatus wurde im Jahre 1999 von Georgios Grigoriadis und Mats Kurth als Projekt gegründet. Mit befreundeten Musikern wurde im Jahre 2002 die Single Von Engeln nur aufgenommen und 2003 deutschlandweit einige Konzerte gespielt.
Ende 2004 formierte sich die Band unter Mats Kurth nach einigen Besetzungswechseln und dem Ausstieg von Georgios Grigoriadis neu, wieder mit einigen Gastmusikern. Dabei wurde in einem Casting eine neue Sängerin gesucht. Da die Band sich nicht für eine Kandidatin entscheiden konnte, beschloss sie, ein Konzert mit beiden Sängerinnen zu spielen, Carmen R. Schäfer und Verena Schock. Man einigte sich darauf, beide Sängerinnen zu behalten.
Anfang 2005 füllte Viola Schuch die Stelle der zweiten Sängerin aus. Fabian Merkt unterstützte die Band ab Anfang 2006 am Keyboard.
Im gleichen Jahr wurde das Lied My Rose Desire auf einem Sampler des ungarischen Metal Hammer veröffentlicht, woraufhin die Band auf dem Festival Gothica V spielte. Seitdem hat Coronatus eine besondere Beziehung zu ihren ungarischen Fans und spielte in den Folgejahren mehrfach in Ungarn. Ein großer Erfolg war der Auftritt am 18. Januar 2008 in der Petöfi Hall, Budapest, im Vorprogramm von Within Temptation und Ideas.
Mit Unterstützung von Stefan Häfele (Gitarre) und Wolle Nillies (Bass) ging Coronatus 2006 ins Studio, um das Album Lux Noctis aufzunehmen. 2007 verließ Viola Schuch die Band und wurde von Ada Flechtner abgelöst. Joachim Lang kam im selben Jahr als Gitarrist hinzu.
Chriz DiAnno war bereits im Jahre 2003 Bassist bei Coronatus. 2005 bis 2006 stieß er wieder zur Band, die das Album Lux Noctis jedoch ohne ihn aufnehmen musste. Von 2007 bis 2009 war er wieder festes Mitglied der Band, verließ aber die Band aufgrund interner Differenzen.
Am 18. September 2009 gaben Coronatus auf ihrer Homepage bekannt, dass sie nach der Trennung von Chriz diAnno nun Todd Goldfinger aus New York als Bassisten und den Iraner Aria Keramati Noori als zweiten Gitarristen unter Vertrag genommen haben. Kurz danach, am 2. November 2009, war dort zu lesen, dass Ada Flechtner die Band verlassen hatte und Lisa Lasch von da ab den Part des rockigen Gesangs übernahm.
Am 18. Dezember 2009 erschien das nächste Album der Band, welches den Namen Fabula Magna trägt.
Anfang 2010 verließ Lisa Lasch die Band. Ada Flechtner ersetzt sie seitdem bei den Konzerten. Am 12. Mai 2010 sagte Coronatus kurzfristig alle angekündigten Konzerte ab und auch Carmen R. Lorch konnte aufgrund der fortgeschrittenen Schwangerschaft nicht mehr auftreten. Auch Todd Goldfinger verließ die Band 2010 bereits wieder.
Ende Juni wurde auf der Band-Homepage Natalia Kempin als neue Sängerin bekanntgegeben. Sie sollte die klassischen Parts übernehmen, die ehemals von Carmen R. Lorch gesungen wurden. Am 21. Juni 2010 gab die Band bekannt, dass auch eine zweite Sängerin gefunden wurde. Ihr Name ist Mareike Makosch. Seit Juni 2010 war nun mit Dirk R. Baur auch wieder ein fester Bassist in der Truppe. Ebenfalls gab die Band bekannt, sich nun wieder ans Songwriting für das nächste Album zu machen.
Im Februar 2011 trennten sich Coronatus und Kempin; gleichzeitig gab Coronatus eine Deutschlandtour mit Haggard bekannt, die mit diversen Gastsängerinnen absolviert werden soll. Die Tour wurde mit Ada Flechtner am Sopran und Mareike Makosch gespielt. Gastspielorte waren u. a. Berlin, München, Frankfurt, Karlsruhe, Hamburg. Nach der Tour entschloss man sich, mit dieser Besetzung weiterzumachen und auch das kommende Album einzuspielen.
Im August 2011 begab sich Coronatus ins Tonstudio, um die Arbeiten für das Album Terra Incognita zu beginnen. Produziert und aufgenommen wurde das Album wiederum in der Klangschmiede E in Mellrichstadt.
Das fünfte Album Recreatio Carminis wurde im Oktober 2013 veröffentlicht. Carmen R. Lorch ist dabei wieder vertreten, so dass sich Coronatus nun mit drei Sängerinnen präsentieren. Als Gastmusikerin tritt außerdem Ally Storch auf.
Gut ein Jahr später erschien bereits das nächste Album namens Cantus Lucidus, dem wiederum im Dezember 2015 Raben im Herz folgte. Zudem schloss sich 2015 Susanne Bachmann als neue Bassistin der Band an. An den Aufnahmen zu dem Album Raben im Herz war sie jedoch noch nicht beteiligt.

## Stil und Rezeption
Die Texte von Coronatus sind in deutscher, englischer, lateinischer und seit Raben im Herz auch Gälischer Sprache geschrieben. Die Songs befassen sich mit dem Leben, den zwischenmenschlichen Beziehungen, der Religion und dem Tod. Coronatus’ Musikstil ist melodischer, rhythmisch ausgeprägter Symphonic Metal mit Einflüssen aus Folk Metal. Den Gesang teilen sich zwei Sängerinnen, von denen die eine kopfstimmenlastig und opernhaft (Carmen Lorch), die andere bruststimmenlastig und rockig singt (Anny Maleyes).
Die Kritiken an den Songs von Coronatus fallen zwiespältig aus: Gelobt wird der Gesang mit zwei unterschiedlichen weiblichen Stimmen, der Coronatus von anderen Bands dieses Genres abhebt. Kritisiert wird jedoch häufig der relative Mangel an frischen Ideen in Songwriting und Interpretation sowie der im Vergleich zu ähnlichen Bands wie Nightwish oder Epica deutlich geringere Tiefgang der Stücke.
Mit dem Album Raben im Herz hat die Band jedoch ihren Stil weiter entwickelt. Die Songs haben mehr orchestralen Charakter.

## Diskografie
Alben
- 2007: Lux Noctis (CD, Massacre Records)
- 2008: Porta Obscura (CD, Massacre Records)
- 2009: Fabula Magna (CD, Massacre Records)
- 2011: Terra Incognita (CD, Massacre Records)
- 2013: Recreatio Carminis (CD, Massacre Records)
- 2014: Cantus Lucidus (CD, Massacre Records)
- 2015: Raben im Herz (CD/2xCD, Massacre Records)
- 2017: Secrets of Nature (CD/2xCD, Massacre Records)
- 2019: The Eminence of Nature (CD/2xCD, Massacre Records)

Singles
- 2002: Von Engeln nur (CD, Massacre Records)

Kompilation
- 2012: Best Of 2007–2012 (CD, Massacre Records)

Musikvideos
- 2010: Kristallklares Wasser
- 2011: Fernes Land (Regie: Christoph Pohl)
- 2012: Vor der Schlacht (Regie: Joachim Lindenmann)
- 2013: Towards Horizon (Regie: Joachim Lindenmann)
- 2014: Schnee und Rosen (Regie: Joachim Lindenmann)
- 2014: The Elvenwell (Regie: Joachim Lindenmann)
- 2015: Lady of the Wall (Regie: Joachim Lindenmann)
- 2019: Midsommar (Regie: Joachim Lindenmann)
- 2019: No Planet B (Regie: Joachim Lindenmann)
- 2021: Time of the Raven
- 2021: Williwaw (A Musical Tribute to Nightwish)